# Владимир Јовићевић Јов
Владимир Јовићевић Јов (Цетиње, 1947 — Београд, 11. септембар 2011) био је српски афористичар, књижевник, издавач, антологичар и шахиста.

## Биографија и каријера
Рођен је 1950. године на Цетињу, а основну школу и гимназију завршио је у Београду, где је започео студирање Филозофског факултета у Београду, а завршио Факултет политичких наука Универзитета у Београду.
Објавио је збирке афоризама: Афористичар, Шахоризми, Пегазов гамбит, Мале рокаде, Знакови поред кревета и Шаховођа, која је промовисана на дан његове смрти у Сремским Карловцима. Коаутор је антологије афоризама Страдија данас.
Заступљен је у више домаћих и страних антологија и преведен на више језика (енглески, шпански, руски, пољски, немачки, македонски), као и у књизи Због њих сам волела Београд књижевнице Исидоре Бјелице.
Био је организатор Сатирикона на Коларчевом народном универзитету, манифестације која окупља сатиричаре. Као сатиричар поседовао је дар за изналажење логичког парадокса, уочавао је језичке контрасте, а поседовао је и оштру перцепцију историје.
Јовићевић је такође био шахиста, предавао је шах по школама и био организатор и покретач вишегодишње серије шаховских турнира сатиричара и песника. У новинама Политика је годинама објављивао „шахоризме”, како је звао афоризме о шаху.
Многи су га сматрали једним од најоригиналнијих београдских писаца. Основао је издавачку кућу „Јов”, која није дуго потрајала али је оставила траг.
Добитник је награде у области хумора и сатире „Радоје Домановић” и награде за афоризме „Драгиша Кашиковић”.
Био је члан Удружења књижевника Србије и Београдског афористичарског круга, живео је и радио у Београду. Преминуо је од последица можданог удара у 64. години живота у Београду, а сахрањен је на Новом бежанијском гробљу.